# Kanton Le Robert-1 Sud
Der Kanton Le Robert-1 Sud war ein Kanton im französischen Übersee-Département Martinique im Arrondissement La Trinité. Er umfasste einen Teil der Gemeinde Le Robert.
Vertreter im Generalrat des Départements war seit 1998 Alfred Monthieux. 